# Исаков, Семён Кузьмич
Семён Кузьмич Исаков (1 февраля 1902 года, д. Исаковцы, Ключевская волость, Вятская губерния, Российская империя — после 1984 года) — советский военачальник, полковник (1942).

## Биография
Родился 1 февраля 1902 года в деревне Исаковцы (ныне упразднённой), находившейся в современных границах Гостовского сельского поселения Шабалинского района Кировской области. Русский.
С 1920 года работал кондуктором на станции Шарья Северной железной дороги, с мая 1922 года — по найму у крестьян в селе Александровка Канского уезда Енисейской губернии.

### Военная служба

#### Довоенное время
10 октября 1922 года поступил курсантом в 9-ю пехотную школу РККА в городе Иркутск, затем в сентябре 1924 года переведен в 11-ю Нижегородскую пехотную школу им. И. В. Сталина. В августе 1925 года окончил последнюю и был назначен командиром взвода в 143-й стрелковый полк 48-й стрелковой дивизии МВО. В октябре 1925 года переведен в 163-й стрелковый полк 55-й стрелковой дивизии. Член ВКП(б) с 1926 года. В декабре 1927 года был командирован на учёбу в Центральную школу-питомник военного голубеводства, после окончания которой в сентябре 1928 году назначен начальником военно-голубиной связи Объединенной военной школы им. ВЦИК в Москве. В 1929 года переведен командиром взвода проводной связи этой школы. В январе 1930 года назначен помощником командира роты в 144-й стрелковый полк 48-й стрелковой дивизии МВО.
С декабря 1930 года был адъютантом 2-го разряда коменданта города Москвы. С января по июль 1932 года временно исполнял должность начальника гарнизонной гауптвахты. С апреля 1934 года служил в 49-й стрелковой дивизии МВО начальником штаба батальона и врид помощника начальника штаба 145-го стрелкового полка, с августа 1935 года — помощник начальника 6-й части штаба дивизии. В мае 1936 года командирован на курсы шифровально-штабной службы РККА в город Тамбов, после возвращения в дивизию в ноябре назначен начальником 6-й части. В сентябре 1937 года переведен помощником начальника штаба 146-го стрелкового полка. В декабре 1938 года назначен начальником штаба 118-го горнострелкового полка 54-й горнострелковой дивизии, переформированной позже в стрелковую.

#### Великая Отечественная война
В начале войны дивизия в составе 7-й армии Северного фронта участвовала в приграничном сражении. С первых дней она вела тяжелые оборонительные бои, прикрывая участок Кировской железной дороги в направлении Ухта, Кемь, Реболы, ст. Кочкома. При превосходстве противника в живой силе и технике её части несли тяжелые потери и вынуждены были с боями отступать на заранее подготовленные рубежи. В конце августа дивизия отошла на рубеж севернее и западнее города Ухта, где перешла к жесткой обороне. Измотав противника в оборонительных боях, её части удержали важный районный центр Карелии — город Ухта. С сентября майор Исаков командовал 118-м стрелковым полком.
В июне 1942 года назначен начальником штаба 27-й стрелковой дивизии, входившей в состав 26-й армии Карельского фронта. С декабря исполнял должность заместителя начальника оперативного отдела штаба 26-й армии.
В феврале 1943 года полковник Исаков назначен командиром 290-го стрелкового полка 186-й стрелковой дивизии 39-й армии Калининского фронта. В конце февраля — начале марта при проведении Ржевско-Вяземской наступательной операции в ходе преследования противника её части овладели городом Оленино. С 7 марта дивизия была выведена в резерв Калининского фронта, затем Ставки ВГК и переброшена в район город Плавск Тульской области.
В мае 1943 года был направлен на учёбу в Высшую военную академию им. К. Е. Ворошилова, после окончания ускоренного курса которой направлен на 2-й Белорусский фронт и в апреле 1944 года назначен заместителем командира 42-й стрелковой Смоленской дивизии. С 8 июня дивизия вошла в 49-ю армию и участвовала с ней в Белорусской, Могилёвской, Минской и Белостокской наступательных операциях. Её части форсировали реку Днепр, 16 июля овладели городом Гродно и, форсировав реку Неман, захватили плацдарм на её западном берегу. За форсирование рек Проня и Днепр дивизия была награждена орденом Красного Знамени (10.7.1944), а за овладение городом Гродно — орденом Кутузова 2-й степени (25.7.1944). В октябре 1944 года дивизия овладела плацдармом на западном берегу реку Нарев юго-западнее города Новогруд. В январе 1945 года она принимала участие в Млавско-Эльбингской наступательной операции. С 10 февраля 1945 года, совершив марш в район Менденау, её части перешли в наступление и до 11 марта вели тяжелые бои с противником, прикрывавшим подступы к Данцигской бухте и города Данциг. За овладение городом Данциг дивизия была награждена орденом Суворова 2-й степени (17.3.1945). В ходе дальнейшего наступления она к 24 марта вышла на южную окраину города Олива. С 17 по 27 апреля полковник Исаков временно командовал этой дивизией. 25 апреля её части переправились через реку Вест-Одер, обходным манёвром с юга и юго-запада, отрезав пути отхода противнику, подошли к городу Пархим. К 3 мая 1945 года гарнизон города полностью капитулировал.

#### Послевоенное время
После войны с июля 1945 года, после расформирования дивизии, состоял в распоряжении Военного совета ГСОВГ, а в начале августа назначен начальником управления Окружной военной комендатуры Хемницкого округа. С апреля 1946 года был начальником управления и военным комендантом Окружной военной комендатуры 1-го разряда Гюстровского округа СВАГ, с 7 июня — военным комендантом города Бранденбург.
С 20 июля 1949 года командовал 43-м гвардейским механизированным полком 12-й гвардейской механизированной дивизии БВО.
С 25 марта 1950 года исполнял должность преподавателя общевойсковой подготовки военной кафедры Белорусского государственного университета.
24 июня 1953 года полковник Исаков уволен в запас.

## Награды
- орден Ленина (06.11.1947)[3]
- четыре ордена Красного Знамени (19.07.1944[4], 03.11.1944[3], 02.07.1945[5], 20.04.1953[3])
- орден Отечественной войны I степени (17.03.1945)[6]
- орден Отечественной войны II степени (06.04.1985)[7]
- орден Красной Звезды (24.06.1948)[8]

медали, в том числе:
- - «За оборону Советского Заполярья»
  - «За победу над Германией в Великой Отечественной войне 1941—1945 гг.»
  - «За взятие Кёнигсберга»
  - «Ветеран Вооружённых Сил СССР»
- знак «50 лет пребывания в КПСС»